# Claude Shannon
Claude Elwood Shannon, Claude E. Shannon (Petoskey, Michigan, 1916. április 30. – Medford, Massachusetts, 2001. február 24.) amerikai híradástechnikai mérnök és matematikus, az információelmélet megalapítója.
A Michigani Egyetemen illetve az MIT-n végzett. 1941 és 1956 között a Bell Telephone Laboratories cégnél kutató matematikus volt. Az MIT híradástechnikai karán 1956-tól volt vendégprofesszor. Tagja volt számos tudományos társaságnak.

## Munkássága
Az információelmélet legalapvetőbb törvényeit fedezte fel, általában tapasztalati úton. Később tételeit matematikailag is igazolták más matematikusok (például Kolmogorov, Fagyejev, Hincsin). Fő műve, A kommunikáció matematikai elmélete (Mathematical Theory of Communication) című munkája, 1948-49-ben jelent meg. (Magyarul 1986-ban az OMIKK adta ki.) Alapvető eredménye a Shannon-entrópiafüggvény fogalmának bevezetése.
Kitüntetései:
- Morris Liebmann-díj
- Stuart Ballantine érem
- Harvey-díj (1985)
- Kiotó-díj (1985)

## Magyarul megjelent művei
- Claude E. Shannon–Warren Weaver: A kommunikáció matematikai elmélete. Az információelmélet születése és távlatai; utószó Füzeséri András, Nagy Ferenc, ford. Tompa Ferenc; OMIKK, Bp., 1986